# Willestrup
Willestrup (Villestrup) er en herregård i Astrup Sogn, Hindsted Herred, Region Nordjylland, Mariagerfjord Kommune. Hovedbygningen er opført i 1538-1542, ombygget i 1757 og igen i 1812-1819.

## Baroniet Willestrup
I 1757 fik Werner Rosenkrantz gården ophøjet til baroni (Baroniet Willestrup). Erektionspatentet bestemmer, at lenet, dvs. baroniet, forspildes ved ægteskab med en borgerligt født, samt at af sønner skal den succedere, der ikke allerede besidder et len. Endelig bemærkes det, at baroniet ikke opnår skattefriheden på 100 tønder hartkorn, da godsets størrelse ikke levede op til mindestekravet for et baroni. Werner Rosenkrantz' sønnesøn Christian fik 1811 kongelig tilladelse til at substituere baroniet med en fideikommiskapital på 200.000 rigsdaler, hvorefter Christian Rosenkrantz solgte godset i 1812. 
I en årrække var der offentlig adgang til slottets barokhave, ligesom det har dannet rammen om Willestrup-spillene.
Willestrup Gods er på 1407 ha.

## Ejere af Willestrup
- (1500-1535) Søren Juul
- (1535-1577) Axel Juul
- (1577-1588) Kirsten  Lunge gift Juul
- (1588-1627) Iver Juul
- (1627-1666) Ingeborg Parsberg gift Juul
- (1666-1686) Ove  Juul
- (1686-1721) Frederik Juul
- (1721-1725) Elisabeth Sehested gift Juul
- (1725-1726) Frederik Sehested
- (1726-1755) Birgitte Sophie Sehested (enke)
- (1755) Else Margrethe  Sehested (datter)
- (1755-1777) Werner baron Rosenkrantz (ægtemand)
- (1777-1811) Iver baron Rosenkrantz (søn)
- (1811-1812) Christian baron Rosenkrantz (søn)
- (1812-1813) Johan Conrad Schuchardt / Mathias Reinhold von Jessen / Johan Caspar Mylius
- (1813-1819) Johan Conrad Schuchardt
- (1819-1822) Slægten Schuchardt
- (1822-1836) Den Danske Stat
- (1836-1855) Hans Adolph Juel
- (1855-1863) Niels Juel
- (1863-1865) Hans Adolph Juel (igen)
- (1865-1869) Frederik Ferdinand  Juel
- (1869-1882) Ove Sehestedt Juul
- (1882-1933) Christian Ove Sehstedt Juul
- (1933-1967) Axel Juul
- (1967-) Vincent Georg Juul

## Galleri
- Willestrup omkring 1920.
- Willestrup på et maleri fra 1700-tallet.
- Belligenhedsplan 1814.